# Aproximación final

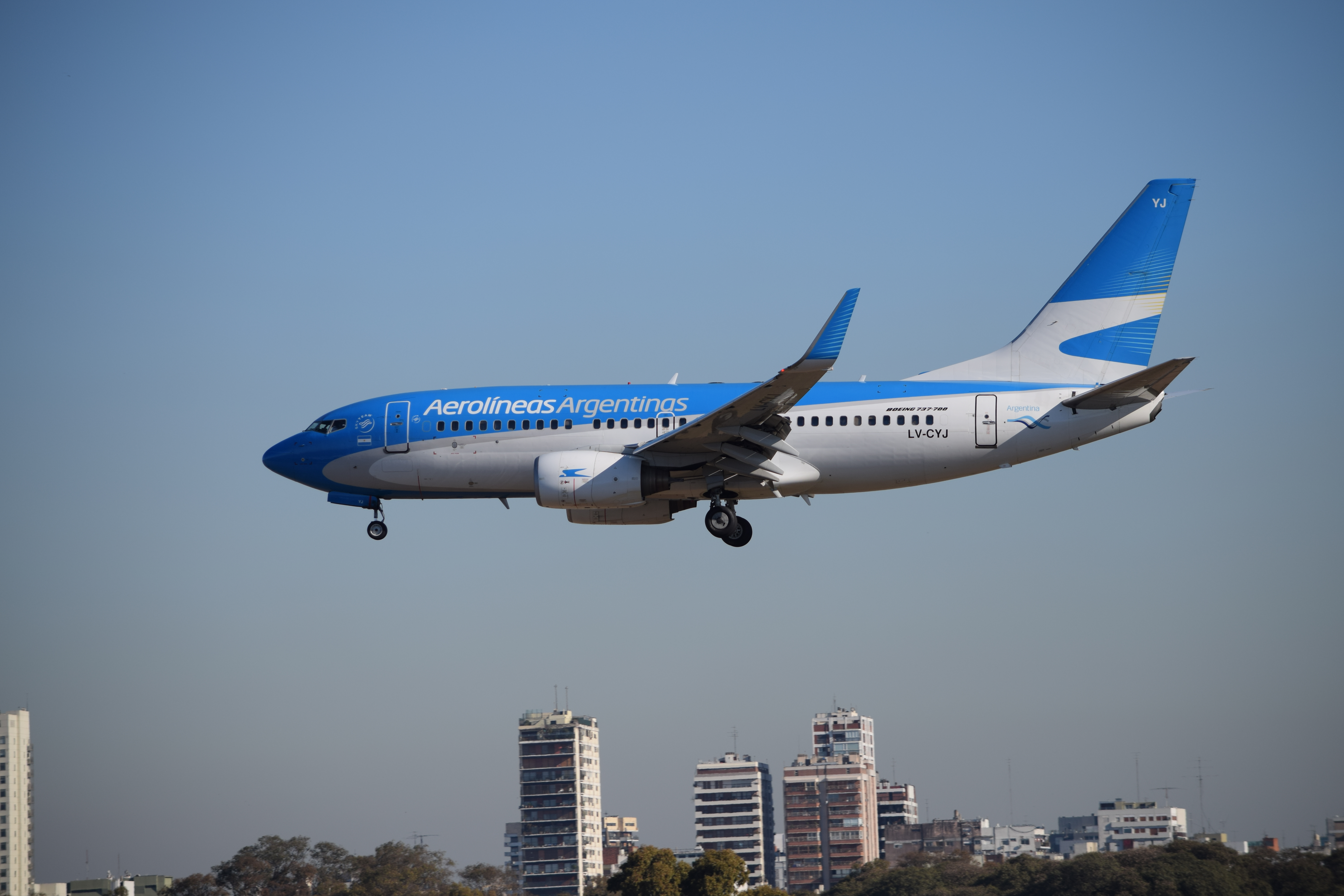
Boeing 737 de Aerolíneas Argentinas en su aproximación final para aterrizar en el Aeroparque Jorge Newbery de Buenos Aires.

En aeronáutica, la aproximación final, también conocida como tramo final de aproximación, senda de aproximación final o descenso final, es el último segmento de vuelo durante el descenso de la aeronave hacia el aeropuerto de destino.

## Descripción
En esta fase, el avión está alineado con la pista de aterrizaje y tanto los pilotos como el personal de cabina y pasajeros, en caso de que los haya, están preparados para el contacto con la tierra. Los pilotos suelen comunicar por radio su entrada en esta fase con la palabra inglesa final, indicando final approach (aproximación final). 
En un patrón de aterrizaje típico, el cual habitualmente se realiza bajo condiciones meteorológicas visuales (VMC por sus siglas en inglés), los aviones pasan del tramo de base a la aproximación final a una distancia de entre uno y tres kilómetros del aeropuerto. En aproximación instrumental, como también en aproximaciones en un espacio aéreo controlado bajo reglas de vuelo visual (VFR), puede que se salten los tramos de aproximación en lo que se llama aproximación directa, que sin embargo, según qué países, no está permitida o aconsejada en aeropuertos sin torre de control.

## Descenso de vuelo
Una pendiente de aproximación o un descenso de vuelo es la trayectoria que sigue un avión en su aproximación final para aterrizar. Una pendiente de aproximación comúnmente utilizada es de 3° horizontal para conseguir un descenso suave. Sin embargo, algunos aeropuertos tienen una pendiente de aproximación más pronunciada debido a la topografía del lugar, los edificios u otras consideraciones. El Aeropuerto de la Ciudad de Londres, por ejemplo, tiene una pendiente de aproximación de 5,5°; solo las aeronaves que pueden mantener tal pendiente pueden utilizar el aeropuerto.
En el Reino Unido, cualquier aproximación de 4,5° o más se define como empinada y requiere una aprobación especial. Las aproximaciones más pronunciadas requieren una distancia de aterrizaje más larga, lo que reduce el rendimiento de la pista en los aeropuertos ocupados y requiere una mayor longitud de las pistas para satisfacer la distancia de rodaje en estas circunstancias. Aeropuertos como Heathrow y London-Luton están probando aproximaciones ligeramente empinadas (3,2°) para reducir el ruido, manteniendo la aeronave a mayor altura durante más tiempo y reduciendo la potencia del motor requerida durante el descenso.

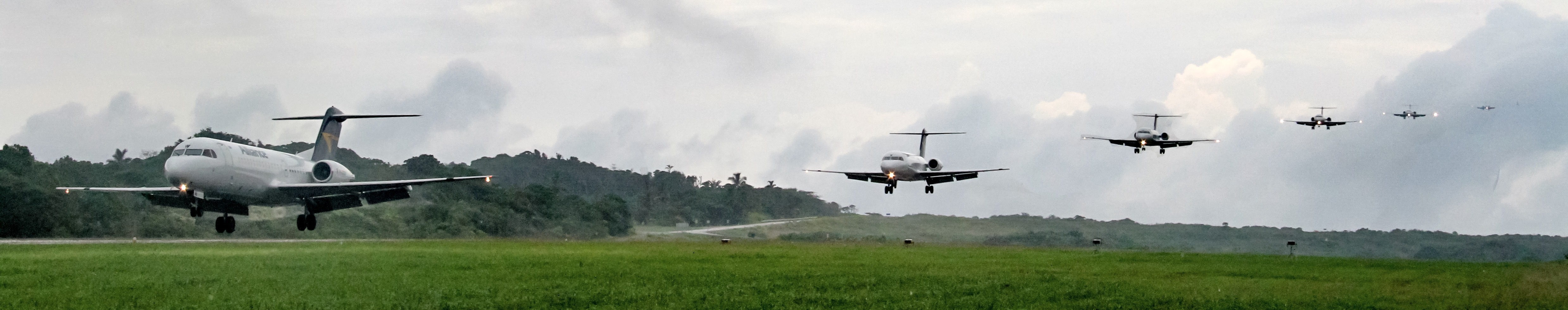
Un Fokker 70 en la aproximación final al Aeropuerto de Christmas Island, que ilustra una pendiente de aproximación a la pista de aterrizaje

En Estados Unidos se usan los TERPS (procedimientos de instrumentos terminales), que especifican los ángulos máximos de trayectoria de planeo (amaxgl), o ángulos de descenso vertical, para cada categoría de aproximación de las distintas aeronaves.
El término ‘pendiente de planeo’ se usa a veces para referirse también a la pendiente de aproximación, aunque en un uso preciso, la pendiente de planeo es el elemento de guía vertical del sistema de aterrizaje por instrumentos.

## Fijación y punto de aproximación final

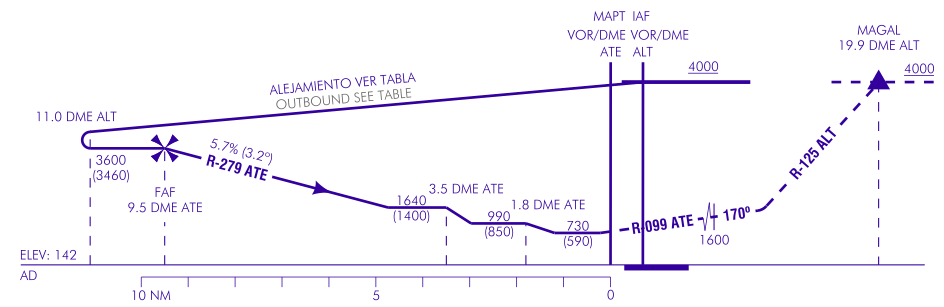
Aproximación VOR a la Pista 10 del Aeropuerto de Alicante-Elche Miguel Hernández. Mostrando el FAF para este enfoque de no precisión.

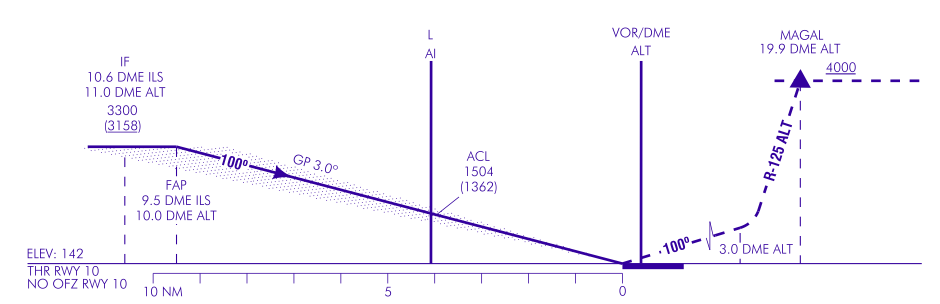
Aproximación ILS a la Pista 10 del Aeropuerto de Alicante-Elche Miguel Hernández. Mostrando el FAP para este enfoque de precisión.

Según las adquisiciones operativas de la OACI describen el segmento de aproximación final como el segmento que comienza en el punto de referencia/punto de aproximación final (FAF/FAP) y termina en el punto de aproximación frustrada (MAPt). El FAF/FAP es generalmente una baliza de ayuda a la navegación ubicada en el mismo lugar (por ejemplo, una baliza no direccional) o una distancia conocida a una baliza (típicamente ubicada en el aeródromo), que identificaría el punto para la aproximación final a ser iniciado por la tripulación de vuelo. El punto de aproximación final (FAP) es un punto equivalente para una aproximación de precisión, donde el segmento de aproximación intermedia se interseca con la senda de planeo de un sistema de aterrizaje por instrumentos.
Según la OACI, el FAF y el FAP son dos conceptos diferentes, que representan potencialmente dos puntos de altitud-distancia diferentes del MAPt para diferentes aproximaciones a la misma pista. Sin embargo, el FAF y el FAP comparten la misma definición como el punto en el que se inicia el tramo de aproximación final. Por ejemplo, el FAF para la aproximación VOR+DME a la Pista 10 en el Aeropuerto de Alicante está a 3600 pies y 9,5 nm del VOR/DME de Alicante ("ATE") - mientras que el FAP para la aproximación ILS a la Pista 10 en el mismo aeropuerto está a 3300 pies y 9.5nm del ILS/DME.
Pragmáticamente, en un mundo de la aviación que se vuelve menos dependiente de las balizas de ayuda a la navegación tradicionales, el FAF y el FAP se conocen como la misma cosa; en consecuencia, las placas de aproximación tienden a marcar el FAF/FAP con el mismo símbolo, generalmente con un símbolo de cruz como cruz de malta o cruz de potencia.
Por ejemplo, en los Estados Unidos, el punto de referencia de aproximación final está marcado en un NACO IAP con un símbolo de rayo, y en un gráfico de terminal Jeppesen con el final del símbolo de senda de planeo. Es el punto en el espacio donde comienza el segmento de aproximación final en una aproximación por instrumentos. El punto de aproximación final es un punto en una aproximación que no es de precisión y está marcado con el símbolo de una cruz de Malta. En los Estados Unidos, donde la ayuda para la navegación de aproximación está en el campo y no hay ningún símbolo representado, el punto de aproximación final es «donde la aeronave se establece de regreso en el curso de aproximación final desde el viraje de procedimiento y donde se puede realizar el descenso de aproximación final».